# Zaandijk

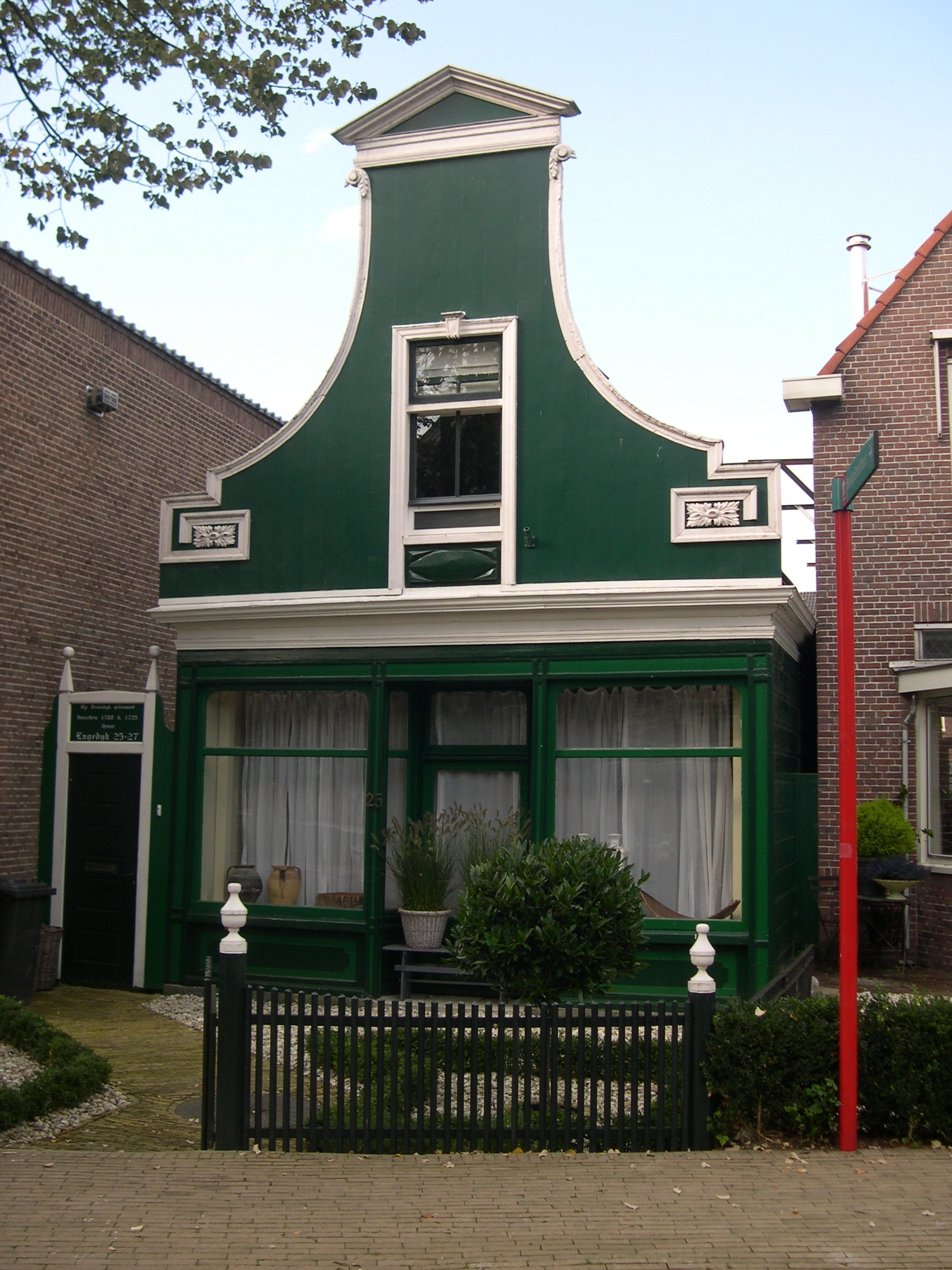
Monumentaal gebouw aan de Lagedijk te Zaandijk

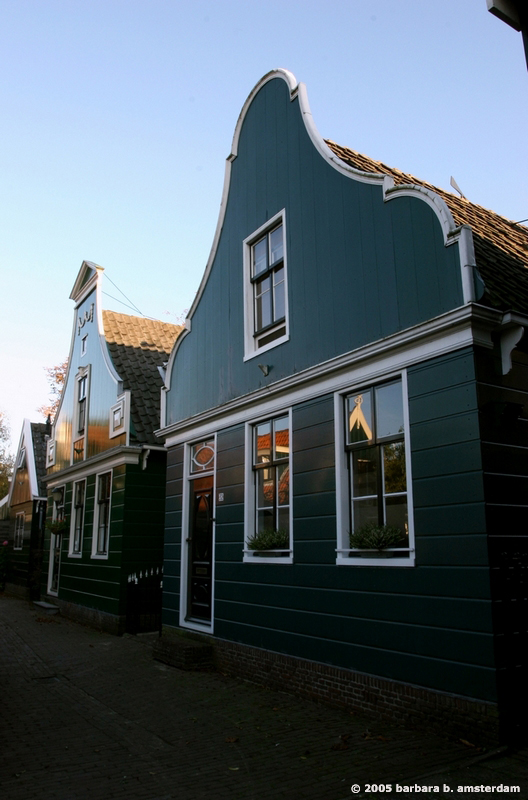
Zaandijk

Zaandijk is een dorp en voormalige gemeente in de provincie Noord-Holland. In 1974 is de gemeente Zaandijk opgegaan in de gemeente Zaanstad. Zaandijk bestaat uit Oud-Zaandijk (3.122 inwoners) en de jongere en grotere wijk Rooswijk (5.590 inwoners), gescheiden door het spoor en de Provincialeweg (N203). Het is het jongste dorp en tevens een van de kleinste dorpen van de gemeente Zaanstad.
Zaandijk heeft van alle dorpen binnen de gemeente waarschijnlijk nog de meeste kenmerken van oude Zaanse bouw. Dat is vooral aan de Zaanoever goed te zien. De korenmolen De Bleeke Dood is een belangrijk vroeg-industrieel monument in Zaandijk.
Zaandijk is vooral bekend door de Zaanse Schans, die pal tegenover Zaandijk aan de overkant van de Zaan ligt. De Zaanse Schans is de grootste toeristische trekpleister van de Zaanstreek en een van de grootste van Nederland. Het ligt weliswaar in Zaandam, maar het is veel dichter bij Zaandijk dan bij het centrum van Zaandam. Bij de Zaanse Schans is ook het Zaans Museum. Het dichtstbijzijnde treinstation is Zaandijk Zaanse Schans. Hiernaast rijden er een aantal buslijnen naar de Zaanse Schans, te weten; bus 69 tussen Station Zaandam en Station Krommenie-Assendelft vice versa, bus 391 vanaf Amsterdam Centraal, bus 800 vanaf metrostation Noorderpark en bus 801 vanuit Monnickendam.

## Geschiedenis
Zaandijk is een van de weinige oude gemeenten waarvan de stichting tot op de dag nauwkeurig bekend is gebleven. "In ‘tjaer ons Heeren duysent vier hondert vier en negentigh, den twintigsten dagh in september" kreeg Heyndrick Pietersz, bijgenaamd Oud-Hein, vergunning een woning op de lage dijk langs de Zaan te bouwen. De Lagedijk bestaat nu nog als straat in Zaandijk. Het is bekend dat Heyndrick Pietersz vijf zoons had, die zich dicht bij hun vaders huis op de dijk vestigden. Ruim honderd jaar werd de buurtschap daarom eerst "D'Vijf Broers" genoemd. De naam Zaandijk (of 'Zantdijc' en 'Saandijk’) raakte pas zo’n 120 jaar later in zwang. 
In 1570 bestond het gehucht uit 19 huizen die in 1572, tijdens de Tachtigjarige Oorlog, door de Spanjaarden werden verwoest. Na terugkeer van de gevluchte bewoners groeide Zaandijk gestaag. De eerste eeuwen hadden de bewoners van het gehucht nog geen eigen bestuur, en maakte deel uit van de Banne van Westzaan, een rechtsgebied dat zich westelijk van de Zaan uitstrekte, waarvan Westzaan het hoofddorp was en de bestuursmacht had, en waarin ook de (later ontstane) dorpen Westzaandam, Koog, Zaandijk en Wormerveer waren gelegen. Aangezien deze laatste dorpen in de 17e eeuw Westzaan overvleugelden, ondervonden zij het als onredelijk dat de bestuursmacht nog overwegend in het moederdorp Westzaan berustte. Dit heeft tot strubbelingen geleid, die feitelijk tot 1811 voortduurden, toen Zaandijk een eigen bestuur kreeg. In 1974 is de gemeente opgegaan in de gemeente Zaanstad. Daarmee heeft het als zelfstandige gemeente 163 jaar bestaan.

## Vlag van Zaandijk
De Zaandijker dorpsvlag wappert sinds de viering van Zaandijk 500 in 1994 aan veel gevels in Zaandijk. Winkels hijsen dagelijks de vlag, bewoners hangen de dorpsvlag uit bij speciale gelegenheden. De dorpsvlag wordt verkocht door een winkelier namens de stichting Zaandijk leeft.
De dorpsvlag van Zaandijk lijkt in vrijwel niets op de oude gemeentevlag van Zaandijk.

## Bezienswaardigheden
- De Zaanse Schans, net buiten het dorp over de Zaan.
- De Gortershoek, een beschermd dorpsgezicht: het stukje in Oud-Zaandijk nabij de Zaan met vele originele oude houten huizen.
- Korenmolen De Bleeke Dood, de oudste nog bestaande stellingmolen van Nederland.
- Het Weefhuis uit 1650 (nu een galerie, aan het Weefhuispad bij de Lagedijk), en de Beeldentuin ervoor.
- In het Honig Breethuis op nummer 80 is een deel van de collectie van het Zaans Museum te zien. Het werd rond 1710 gebouwd door Cornelis Jacobsz. Honig, eigenaar van de witpapiermolen 'De Vergulde Bijkorf.' Achter de statige entree gaat een interieur schuil met beschilderde behangsels, een gedecoreerde tuinkamer en kasten vol serviezen.
- Het oude raadhuis van Zaandijk aan de Lagedijk 106, met een van de mooiste bewaard gebleven interieurs van Nederland.[bron?]
- De oude houten arbeidershuizen met tussendoor de kleine slootjes aan de Domineestuin en het Hazepad, deels door bewoners zelf gerestaureerd na verzet tegen gemeentelijke sloopplannen in de jaren 70.
- Het Zaandijker Sluisje met uitzicht over de Zaan en de Zaanse Schans (hoek Lagedijk/Hazepad).

Zie ook
- Lijst van rijksmonumenten in Zaandijk.
- Lijst van gemeentelijke monumenten in Zaandijk

## Trivia
- Inwoners van Zaandijk, ooit als 'gierig' beschouwd door de rest van de Zaankanters, stonden ook wel bekend als 'krentenkakkers'. Een andere verklaring is dat bewoners van de Lagedijk - anders dan de rest van Zaandijk - vaak welgesteld waren en zich daarop voor lieten staan.
- De grootste concentratie van de typische groene oude Zaanse houten huizen is te vinden in Zaandijk, in de Gortershoek (bij de Lagedijk aan de Zaan).
- Van Zaandijkers wordt gezegd dat ze 'tussen het leven en de dood woonden', dit vanwege de poldermolen "Het Leven" (1633-1904) en De Bleeke Dood op de voormalige gemeentegrenzen.
- Het gemeentehuis van Zaanstad stond tot 2011 in Zaandijk (Rooswijk), in het geografische hart van de gemeente. (Nieuwbouw te Zaandam)
- De kern van de Zaanse afdeling van de Sociaal Democratische Bond (SDB, opgericht in 1881) van Ferdinand Domela Nieuwenhuis, vroege tak van de socialistische beweging in Nederland, lag in Zaandijk en het aanpalende Koog aan de Zaan. Dit was mogelijk het allereerste begin van wat later de Rode Zaanstreek is gaan heten. Er is ook een straat in Zaandijk naar Ferdinand Domela Nieuwenhuis vernoemd.
- In Zaandijk ligt een van de zeer weinige straten in Nederland die naar de Duitse econoom, filosoof en grondlegger van het communisme Karl Marx (1818-1883) is genoemd, de Karl Marxstraat. In Nederland zijn er maar drie andere straten met die naam (in Utrecht, Rotterdam en Alkmaar), wat de moeilijke verhouding tussen de Nederlandse lokale overheid en regering aan de ene kant, en de socialistische beweging aan de andere kant aangeeft: Marx was immers half-Nederlands en heeft lang in Nederland gewoond, maar werd zelden genoemd.
- Typisch 'Zaandijks' is deze uitspraak, gedaan tijdens de gemeentelijke samenvoeging van 1974: "Zendaik mot Zendaik blaive!" De zin kwam uit een lied dat al in de jaren twintig werd gezongen toen Zaandam al een eerdere poging ondernam om Zaandijk te annexeren.
- Een bioscoop die tussen 1928 en 1969 in Zaandijk stond (het "Centrum Theater Zaandijk") werd naar de eigenaar Siem Oenen 'de bioscoop van Oenen' genoemd, en van wie naar de film ging werd dan ook gezegd: "Die gaat een Oentje pikken”.
- Er was ooit een groot zwembad in Zaandijk dat door de hele Zaanstreek werd gebruikt, en waar in 1937 nog een Europees record werd gevestigd (Jopie Waalberg, 200 meter schoolslag vrouwen).
- Op 17 november 2018 werd de landelijke intocht van Sinterklaas verzorgd vanuit Zaandijk en vanaf de Zaanse Schans. Dit werd uitgezonden door de NTR. De pakjesboot meerde aan bij Aak Netherlands BV, een bedrijf in plantaardige oliën en vetten. Dit bedrijf stelt zijn loswal jaarlijks ook beschikbaar voor de plaatselijk intocht.

## Geboren in Zaandijk
- Ko Vis (1858-1924), oprichter van de Koninklijke Nederlandse Zoutindustrie, een van de voorlopers van het huidige AkzoNobel
- Piet Zwart (1885-1977), fotograaf, typograaf en industrieel ontwerper, bekend geworden door zijn ontwerpen voor de Zaanse keukenfabrikant Bruynzeel
- Martinus Willem Woerdeman (1892-1990), rector magnificus van de Universiteit van Amsterdam
- Cornelis Dubbink (1914-2014), president van de Hoge Raad der Nederlanden
- Albert Jan Rozeman (1914-1944), verzetsstrijder
- Hendrik Jan Broekstra (1924-2015), pianist, muziekleraar en directeur van het Brabants Orkest
- Henk Groot (1938-2022) en oudere broer Cees Groot (1932-1988), beiden profvoetballer geweest bij o.a. Ajax
- Arjan Postma (1968), boswachter en tv-persoonlijkheid
- Debby Stam (1984), volleybalinternational
- Rianna Galiart (1985), polsstokhoogspringster.
- Darryl Bäly (1998), voetballer

## Woonachtig (geweest)
- Emiel van Eijkeren, ex- voetballer